# Tyee Mountain Lookout
Le Tyee Mountain Lookout est une tour de guet du comté de Chelan, dans l'État de Washington, dans le nord-ouest des États-Unis. Situé à 2 030 mètres d'altitude dans les monts Entiat, il est protégé au sein de la forêt nationale de Wenatchee. Il est par ailleurs inscrit au Registre national des lieux historiques depuis le 27 décembre 1990.